# Joyeuse (Adour)
Die Joyeuse (auch Aran genannt) ist ein Fluss in Frankreich, der im Département Pyrénées-Atlantiques, in der Region Nouvelle-Aquitaine verläuft. Sie entspringt unter dem Namen Ruisseau d’Aïnchartéa im Gemeindegebiet von Hélette, an der Nordflanke des Mont Baygoura. Der Fluss entwässert generell Richtung Nord durch das französische Baskenland und mündet nach rund 48 Kilometern bei Urt als linker Nebenfluss in den Adour.
Nicht zu verwechseln mit dem gleichnamigen Fluss Joyeuse, der in der gleichen Region verläuft, aber in die Bidouze mündet!

## Orte am Fluss
- Bonloc
- La Bastide-Clairence
- Urt